# Šaljiva slika
Šaljiva slika je tip ilustacije, često animirane, obično u nerealističnom ili polurealističnom stilu. Specifično značenje je vremenom evoluiralo, ali moderna upotreba se obično odnosi na: sliku ili seriju slika namenjenih satiri, karikaturi ili humoru; ili filmska slika koja se oslanja na sekvencu ilustracija svoje animacije. Osoba koja stvara šaljive slike naziva se u prvom smislu termina karikaturistom, a u drugom se smislu obično zove animator.
Koncept je nastao u srednjem veku, a prvo je opisivao pripremni crtež za umetničko delo, poput slike, freske, tapiserije ili vitraža. U 19. veku, počevši od časopisa Panč 1843. godine, šaljive slike su se prvo osnosile na šaljive ilustracije u časopisima i novinama. Početkom 20. veka šaljive slike su prerasle u animirane filmove koji podsećaju na štampane šaljive slike.

## Lepa umetnost
Šaljiva slika je crtež pune veličine napravljen na čvrstom papiru kao studija ili maketa za sliku, vitraže ili tapiseriju. Takvi crteži su se tipično koristili u izradi freski za tačno povezivanje sastavnih delova kompozicije kada su slikalo na vlažnom malteru tokom više dana (giornat).
Takvi crteži često imaju ubode igle duž obrisa dizajna. Crteži slikara, poput Rafaelovih crteža u Londonu, i primeri Leonardo da Vinčijevih radova, sami su visoko cenjeni. Crtane tapiserije, obično obojene, pratili su tkači na tkalačkom razboju.

## Štampani mediji
U štampanim medijima šaljiva slika je ilustracija ili serija ilustracija, obično sa humorističkog karaktera. Ova upotreba datira iz 1843. godine, kada je časopis Panć na svojim stranicama primenio termin satirični crteži, posebno skice Džona Liča. Prvi od njih parodirao je pripremne crteže za velike istorijske freske u tada novoj Vestminsterskoj palati. Originalni naslov za ove crteže bio je Lice gospodina Panča je slovo Q, a novi naslov engl. cartoon je bio ironična referenca na samoveličajuće držanje Vestminsterskih političara.
Ser Džon Teniel — ilustrator Alisinih avantura u zemlji čuda — pridružio se Panču 1850. godine i tokom preko 50 godina je doprineo sa više dve hiljade šaljivih crteža.
Šaljive slike se mogu podeliti na geg karikature, koje uključuju redakcione karikature, i stripove.
Moderne geg šaljive slike sa jednim panelom, koje se mogu naći u časopisima, uglavnom se sastoje od jednog crteža sa natpisom koji se nalazi ispod, ili ređe, u govornom balonu. Novinski sindikati su takođe distribuirali geg karikature Mela Kalmana, Bila Holmana, Gerija Larsona, Džordža Ličtija, Freda Nehera i drugih. Mnogi smatraju karikaturistu Njujorkera Pitera Arnoa ocem moderne geg šaljive slike (kao što je i sam Arno činio). Na spisku magazinskih karikaturista nalaze se Čarls Adams, Čarls Barsoti i Čon Dej. Bil Hoest, Džeri Markus i Virdžil Parč počeli su kao crtači u časopisima i prešli u sindikatne komične stripove. Ričard Tompson je ilustrovao brojne članke u Vašington Postu pre nego što je napravio svoj strip Cul de Sac. Sportska sekcija novina obično je prikazivala šaljive crteže, ponekad uključujući i sindikalne priloge kao što je Sve u Sportu Čestera „Četa“ Brauna.
Uređivačke karikature se nalaze skoro isključivo u novinskim publikacijama i veb sajtovima sa vestima. Iako koriste humor, oni su ozbiljnijeg tona, obično koriste ironiju ili satiru. Umetnost obično deluje kao vizuelna metafora da ilustruje tačku gledišta o aktuelnim društvenim ili političkim temama. Uređivačke šaljive slike često uključuju govorne balone i ponekad koriste više panela. Zapaženi uređivački karikaturisti su Herblok, Dejvid Lou, Džef Maknili, Majk Piters i Džerald Skarf.
Komični stripovi, takođe poznati kao crtani stripovi u Ujedinjenom Kraljevstvu, svakodnevno se nalaze u novinama širom sveta i obično su kratke serije šaljivih ilustracija u nizu. U Sjedinjenim Državama, oni se obično ne nazivaju „crtaćima”, već pre „stripovima”. Bez obzira na to, kreatori komičnih stripova — kao i komičnih knjiga i grafičkih romana — obično se nazivaju „karikaturistima“. Iako je humor najzastupljenija tema, u ovom mediju zastupljeni su i avantura i drama. Neki istaknuti crtači humorističkih stripova su Skot Adams, Čarls Šulc, E. K. Sigar, Mort Voker i Bil Voterson.

## Animacija
Zbog stilskih sličnosti između komičnih stripova i ranih animiranih filmova, šaljive slike se mogu odnositi na animaciju, a pojam crtani film se trenutno se koristi za animirane crtane filmove i šaljive slike. Dok animacija označava bilo koji stil ilustrovanih slika viđenih uz brzu zamenu kako bi se stvorio utisak pokreta, pojam crtani film najčešće se koristi za opisivanje televizijskih emisija i kratkih filmova namenjene deci, koji obično sadrže antropomorfirane životinjama, superheroje, avanture dečjih protagonista ili srodne teme.
Tokom 1980-ih godina, engleski termin cartoon je skraćen na toon, pri čemu se počeo odnositi na likove u animiranim produkcijama. Ovaj pojam je popularizovan 1988. godine kombinovanim akcionim/animiranim filmom Ko je smestio Zeki Rogeru, a 1990. godine sledila je animirana TV serija Tini tun aventure.

## Literatura
- Adelson, Candace (1994). European tapestry in the Minneapolis Institute of Arts. Minnesota: Minneapolis Institute of Arts. ISBN 9780810932623.
- Adler, John; Hill, Draper (2008). Doomed by Cartoon: How Cartoonist Thomas Nast and the New York Times Brought Down Boss Tweed and His Ring of Thieves. Morgan James Publishing. ISBN 978-1-60037-443-2.
- Becker, Stephen D.; Goldberg, Rube (1959). Comic Art in America: A Social History of the Funnies, the Political Cartoons, Magazine Humor, Sporting Cartoons, and Animated Cartoons. Simon & Schuster.
- Bishop, Franklin (2009). Cartoonist's Bible: An Essential Reference for Practicing Artist. London: Chartwell Books. ISBN 978-0-7858-2085-7.
- Blackbeard, Bill, ур. (1977). The Smithsonian Collection of Newspaper Comics. Smithsonian Inst. Press.
- Constable, William George (1954). The Painter's Workshop. Courier Dover Publications. ISBN 9780486238364. Приступљено 20. 1. 2013.
- Horn, Maurice (1976). The World Encyclopedia of Comics. Chelsea House.
- Morris, Frankie; Tenniel, Sir John (2005). Artist Of Wonderland: The Life, Political Cartoons, And Illustrations Of Tenniel. University of Virginia Press. ISBN 9780813923437.
- Press, Charles (1981). The Political Cartoon. Fairleigh Dickinson University Press. ISBN 9780838619018.
- Robinson, Jerry (1974). The Comics: An Illustrated History of Comic Strip Art. G.P. Putnam's Sons.
- Rowson, Martin (21. 3. 2015). „Satire, sewers and statesmen: why James Gillray was king of the cartoon”. The Guardian.
- Walasek, Helen (2009). The Best of Punch Cartoons: 2,000 Humor Classics. England: Overlook Press. ISBN 978-1-5902-0308-8.
- Wells, Paul (28. 11. 2008). The Animated Bestiary: Animals, Cartoons, and Culture. Rutgers University Press. ISBN 978-0-8135-4643-8.
- Yockey, Steve (2008). Cartoon. Samuel French. ISBN 978-0-573-66383-3.
- Beckerman, Howard (2003). Animation: The Whole Story. Allworth Press. ISBN 978-1-58115-301-9.
- Bendazzi, Giannalberto (1994). Cartoons: One Hundred Years of Cinema Animation. Bloomington, Indiana: Indiana University Press. ISBN 978-0-253-20937-5.
- Buchan, Suzanne (2013). Pervasive Animation. New York and London: Routledge. ISBN 978-0-415-80723-4.
- Clements, Jonathan; McCarthy, Helen (2006). The Anime Encyclopedia: A Guide to Japanese Animation Since 1917. Stone Bridge Press. ISBN 978-1-84576-500-2.
- Crafton, Donald (1993). Before Mickey: The Animated Film 1898–1928. Chicago: University of Chicago Press. ISBN 978-0-226-11667-9.
- Finkielman, Jorge (2004). The Film Industry in Argentina: An Illustrated Cultural History. North Carolina: McFarland. ISBN 978-0-7864-1628-8.
- Gabler, Neal (2007). Walt Disney: The Triumph of the American Imagination. New York: Vintage Books. ISBN 978-0-6797-5747-4.
- Krasniewicz, Louise (2010). Walt Disney: A Biography. Santa Barbara: Greenwood. ISBN 978-0-3133-5830-2.
- Lee, Newton; Madej, Krystina (2012). Disney Stories: Getting to Digital. London: Springer Science+Business Media. ISBN 978-1-4614-2101-6.
- López, Antonio (2012). „A New Perspective on the First Japanese Animation”. Published proceedings‚ Confia‚ (International Conference on Illustration and Animation)‚ 29–30th Nov 2012. IPCA. стр. 579—586. ISBN 978-989-97567-6-2.
- Masson, Terrence (1999). CG 101: A Computer Graphics Industry Reference. Digital Fauxtography Inc. ISBN 978-0-7357-0046-8.
- Maltin, Leonard; Beck, Jerry (1980). Of Mice and Magic: A History of American Animated Cartoons. New York: McGraw-Hill. ISBN 978-0-0703-9835-1.
- Matsumoto, Natsuki (2011). „映画渡来前後の家庭用映像機器” [Home Movie Equipment from Earliest Days of Film in Japan].  Ур.: Iwamoto, Kenji. 日本映画の誕生 [Birth of Japanese Film]. Shinwa-sha. стр. 95—128. ISBN 978-4-86405-029-6.
- Needham, Joseph (1962). „Science and Civilization in China”. Physics and Physical Technology. IV. Cambridge University Press.
- Rojas, Carlos (2013). The Oxford Handbook of Chinese Cinemas. Oxford University Press. ISBN 978-0-19-998844-0.
- Ronan, Colin A; Needham, Joseph (1985). The Shorter Science and Civilisation in China: Volume 2. Cambridge University Press. ISBN 0-521-31536-0.
- Solomon, Charles (1989). Enchanted Drawings: The History of Animation. New York: Random House, Inc. ISBN 978-0-394-54684-1.
- Thomas, Bob (1958). Walt Disney, the Art of Animation: The Story of the Disney Studio Contribution to a New Art. Walt Disney Studios. Simon and Schuster.

## Spoljašnje veze
- Dan Becker, History of Cartoons
- Marchand collection cartoons and photos
- Stamp Act 1765 with British and American cartoons
- Harper's Weekly 150 cartoons on elections 1860-1912; Reconstruction topics; Chinese exclusion; plus American Political Prints from the Library of Congress, 1766–1876
- "Graphic Witness" political caricatures in history
- Keppler cartoons
- current editorial cartoons Архивирано на веб-сајту  (8. октобар 2011)
- Index of cartoonists in the Fred Waring Collection
- International Society for Humor Studies
- Fiore, R. (31. 1. 2010). „Adventures in Nomenclature: Literal, Liberal and Freestyle”. The Comics Journal. Fantagraphics Books. Архивирано из оригинала 06. 02. 2015. г. Приступљено 5. 2. 2013.
- Anime News Network staff (7. 8. 2005). „Oldest Anime Found”. Anime News Network. Приступљено 12. 2. 2014.
- Cohn, Neil (15. 2. 2006). „The Visual Linguist: Burnt City animation VL”. The Visual Linguist.
- Ball, Ryan (12. 3. 2008). „Oldest Animation Discovered In Iran”. Animation Magazine. Архивирано из оригинала 20. 06. 2010. г. Приступљено 12. 10. 2019.
- Bendazzi, Giannalberto (1996). „The Untold Story of Argentina's Pioneer Animator”. Animation World Network. Приступљено 28. 3. 2011.